# Cinedistri
A Cinedistri foi uma produtora e distribuidora de filmes brasileira, criada em 1949 por Oswaldo Massaini na Rua do Triunfo, onde se constituiria mais tarde a Boca do Lixo.
A empresa inicialmente atuou apenas como distribuidora de títulos nacionais entre o ano de sua fundação e 1953, quando decidiu também atuar no ramo da produção cinematográfica. Sua estreia se deu com o filme Rua sem sol, um melodrama dirigido por Alex Viany que acabou sendo um grande fracasso comercial. Depois disso, a Cinedistri resolveu investir naquilo que costumava distribuir, ou seja, filmes musicais ou de chanchada. Entre 1955 e 1961, a empresa produziu ou co-produziu 35 filmes, dentre os quais se destacaram O fuzileiro do amor, Cala a boca, Etelvina, Absolutamente certo e Dona Xepa. Nessa fase, a Cinedistri associou-se em diversas ocasiões a realizadores oriundos da Atlântida e também constituiu seu próprio star system, com nomes como Ankito, Costinha, Dercy Gonçalves, Grande Otelo, Mazzaropi, Odete Lara, entre outras estrelas nacionais.
Na década de 1960, a Cinedistri resolveu investir em obras mais trabalhadas, marcando uma nova era de sua história, quando produziu O Pagador de Promessas, obra de maior prestígio feita pela empresa paulistana e que rendeu diversos prêmios internacionais, entre os quais a Palma de Ouro de melhor filme do Festival de Cannes de 1962, e a comercialização para dezenas de países em todo o mundo. Outra superprodução foi Lampião, o rei do cangaço, maior sucesso comercial da produtora e distribuidora, que a solidificou com a principal empresa cinematográfica de São Paulo até a década de 1970. O último filme destacado desse período áureo foi Independência ou Morte, em 1972. A partir dali, a Cinedistri iniciou uma fase de declínio, realizando filmes com orçamentos mais modestos e de apelo mais popular, as chamadas pornochanchadas. Na década seguinte, já com dificuldades financeiras, a empresa encerrou suas atividades cinematográficas, sendo substituída pela Cinearte, de Anibal Massaini Neto e Oswaldo Massaini Filho.